# Нико ово не жели
Нико ово не жели (енгл. Nobody Wants This) америчка је телевизијска серија коју је створила Ерин Фостер за Netflix. Главне улоге тумаче Кристен Бел и Адам Броди, док радња прати однос између агностичке жене и неконвенционалног рабина.
Серија је приказана 26. септембра 2024. Добила је позитивне рецензије критичара и остварила комерцијални успех. У октобру 2024. наручена је друга сезона, која ће бити приказана током 2025. године.

## Радња
Прати неочекивану везу између неконвенционалног америчког рабина и раздражљиве агностичке жене која заједно са својом сестром води подкаст о односима.

## Улоге
| Глумац        | Улога        |
| ------------- | ------------ |
| Кристен Бел   | Џоана        |
| Адам Броди    | Ноа Роклов   |
| Жистин Лупе   | Морган       |
| Тимоти Симонс | Саша Роклов  |
| Џеки Тон      | Естер Роклов |

## Епизоде
| Бр. еп. | Наслов | Редитељ        | Сценариста                    | Премијера           | Прод. код |
| ------- | ------ | -------------- | ----------------------------- | ------------------- | --------- |
| 1       |        | Грег Мотола    | Ерин Фостер                   | 26. септембар 2024. |           |
| 2       |        | Грег Мотола    | Ерин Фостер                   | 26. септембар 2024. |           |
| 3       |        | Карен Мејн     | Џејн Бекер и Линдси Голдер    | 26. септембар 2024. |           |
| 4       |        | Хана Фидел     | Рон Вајнер                    | 26. септембар 2024. |           |
| 5       |        | Оз Родригез    | Нил Шах и Пет Реган           | 26. септембар 2024. |           |
| 6       |        | Карен Мејн     | Џејн Бекер                    | 26. септембар 2024. |           |
| 7       |        | Оз Родригез    | Линдси Голдер                 | 26. септембар 2024. |           |
| 8       |        | Hannah Fidell  | Рајан Вернер                  | 26. септембар 2024. |           |
| 9       |        | Лоренс Трилинг | Барби Адлер и Ники Шварц Рајт | 26. септембар 2024. |           |
| 10      |        | Лоренс Трилинг | Крејг Дигрегорио              | 26. септембар 2024. |           |